# Batalla de Grumentum
La batalla de Grumentum va ser un enfrontament que va tenir lloc l'any 207 aC en el marc de la Segona Guerra Púnica entre Cartago i la República Romana. Les tropes romanes sota el comandament del cònsol Gai Claudi Neró van obtenir la victòria sobre Hanníbal, que assetjava la ciutat de Grumentum.

## Preludi
Amb l'arribada del bon temps, Hanníbal va reunir totes les tropes que tenia en els seus campaments d'hivern a la regió del Brútium i es va dirigir cap a la regió de la Lucània, cap a Grumentum amb la intenció de recuperar les ciutats aliades que durant l'hivern havien trencat l'aliança amb els púnics per tornar al costat dels romans.
Gai Claudi Neró es va posar en moviment avançant amb molta cura i amb exploradors al seu davant, de manera que quan va localitzar el campament cartaginès gairebé a tocar de les muralles de Grumentum, va ordenar acampar a una distància considerable.
El terreny entre els dos exèrcits era una esplanada sense desnivells, encara que a l'esquerra dels cartaginesos hi havia uns petits turons sense boscos ni vegetació. Petits escamots d'ambdues forces van mantenir alguna batussa, però els romans mantenien la posició per evitar que Hanníbal ordenés l'assalt contra la ciutat, mentre que el cartaginès, veient-se atrapat entre la ciutat i les tropes enemigues, intentava provocar una batalla general.

## La batalla
Claudi Neró, malgrat mantenir la posició, va ordenar que cinc cohorts sota les ordres del tribú militar Tiberi Claudi Asel·le s'amaguessin durant la nit a la vall dels petits turons que hi havia a l'esquerra del campament cartaginès. Amb la primera llum del dia, va col·locar la resta de les seves tropes en ordre de batalla, sorprenent a Hanníbal que precipitadament ordenà als seus homes que sortissin del campament.
Claudi Neró, en veure que els cartaginesos sortien a l'esplanada amb presses i sense gaire ordre, ordenà a la cavalleria de Gai Aurunculeu de la tercera legió que carregués contra ells amb tota la fúria possible.
Hanníbal, que encara no havia sortit del seu campament quan la cavalleria romana ja carregava i dispersava als seus homes a la plana, de seguit es posà al davant dels seus, i malgrat la confusió existent va aconseguir ordenar les seves línies. Però llavors, les cohorts romanes que s'amagaven rere els turons, van baixar a tota velocitat atacant als cartaginesos pel darrere.
Segons Titus Livi els cartaginesos van perdre 8,000 homes i diversos centenars van caure presoners. Fins i tot van morir quatre elefants i en van capturar dos. Hanníbal va ordenar la retirada i es va tancar rere la seguretat de l'estacada del seu campament, on es va poder mantenir.

## Fets posteriors
Hanníbal no va sortir del campament malgrat que Claudi Neró va col·locar les seves tropes en ordre de batalla, cada dia més properes als cartaginesos. Finalment, una nit Hanníbal va escapar amb les seves forces, deixant un petit destacament de númides amb els focs encesos i patrullant per l'estacada per enganyar als romans. Amb les primeres llums del dia, els númides van escapar al galop a tota velocitat i els romans van poder prendre possessió del campament cartaginès. Claudi Neró els va perseguir i va atrapar a Hanníbal a Venusia.